# Fredede bygninger i Holbæk Kommune
Denne liste over fredede bygninger i Holbæk Kommune viser alle fredede bygninger i Holbæk Kommune, bortset fra kirker. Listen bygger på data fra Kulturarvsstyrelsen.